# Хоста
Функія, госта, хо́ста (Hósta) — рід багаторічних трав'янистих рослин родини холодкових (раніше був включений у родину лілієвих). Ареал роду — Далекий Схід, Південно-Східна Азія, Японія. Раніше рід був більше відомий під назвою функія (Fúnkia).
Рослини цього роду широко використовуються у садівництві та ландшафтному дизайні, цінуються як тіньовитривалі декоративно-листяні рослини.
Рід названий на честь австрійського лікаря та ботаніка Ніколауса Госта (1761—1834).

## Ботанічний опис
Листки у прикореневій розетці, на черешках, численні, різноманітні за формою (від вузько-ланцетоподібних до широко-яйцюватих), розміром, текстурою та кольором, нерідко зустрічаються ряболисті форми.
Квітконоси високі, до 100 см, слабо вкриті листям; Суцвіття китицеподібне, часто однобоке; Оцвітина 6-надрізане, лійчасте або дзвонове, бузкового або фіолетового кольору, зрідка білого.
Плід — тригранна шкіряста коробочка. Насіння чорне, плоске, крилате.

## Види
Деякі описані види у дикій природі не існують, відомі тільки в культурі.
За інформацією бази даних The Plant List (2013), рід включає 23 видів:
- Hosta albofarinosa D.Q.Wang
- Hosta capitata (Koidz.) Nakai
- Hosta clausa Nakai
- Hosta gracillima F.Maek.
- Hosta hypoleuca Murata
- Hosta jonesii M.G.Chung
- Hosta kikutii F.Maek.
- Hosta kiyosumiensis F.Maek.
- Hosta longipes (Franch. & Sav.) Matsum.
- Hosta longissima F.Maek.
- Hosta minor (Baker) Nakai
- Hosta plantaginea (Lam.) Asch. — Хоста подорожникова
- Hosta japonica Tratt. типовий — Хоста японська
- Hosta pulchella N.Fujita
- Hosta pycnophylla F.Maek.
- Hosta rectifolia Nakai — Хоста прямолиста
- Hosta rupifraga Nakai
- Hosta shikokiana N.Fujita
- Hosta sieboldiana (Hook.) Engl. — Хоста Зібольда
- Hosta sieboldii (Paxton) J.W.Ingram
- Hosta tsushimensis N.Fujita
- Hosta ventricosa Stearn
- Hosta venusta F.Maek.
- Hosta yingeri S.B.Jones